# Toliatti
Toliatti o Togliatti (del ruso: Тольятти), Tol'yatti, [tɐˈlʲjætʲɪ]ⓘ (anteriormente Stávropol o Stávropol del Volga) es una ciudad en Rusia.  Centro administrativo del raión de Stávropol, y segunda en tamaño en el óblast de Samara. Fundada en 1737 con el nombre de Stávropol del Volga, cambió en 1964 en recuerdo del secretario general del Partido Comunista Italiano, Palmiro Togliatti, fallecido durante una visita a la Unión Soviética.
Es la decimoséptima ciudad más poblada de Rusia, tras Moscú, San Petersburgo, Novosibirsk, Ekaterimburgo, Nizhni Nóvgorod, Kazán, Samara, Omsk, Cheliábinsk, Rostov del Don, Ufá, Perm, Volgogrado, Krasnoyarsk, Vorónezh y Sarátov. Pero, a diferencia de las demás, es la mayor de la Federación Rusa que no es capital de algún óblast.
Su población es de 777 696 habitantes (2006). Con este número de habitantes, y la zona donde se halla la industria automotriz (Avtozavodski) la ciudad se convierte en una urbe con uno de los barrios más poblado de Rusia, con más de 400 000 habitantes. Se encuentra a orillas del río Volga, a 95 kilómetros de Samara.

## Historia

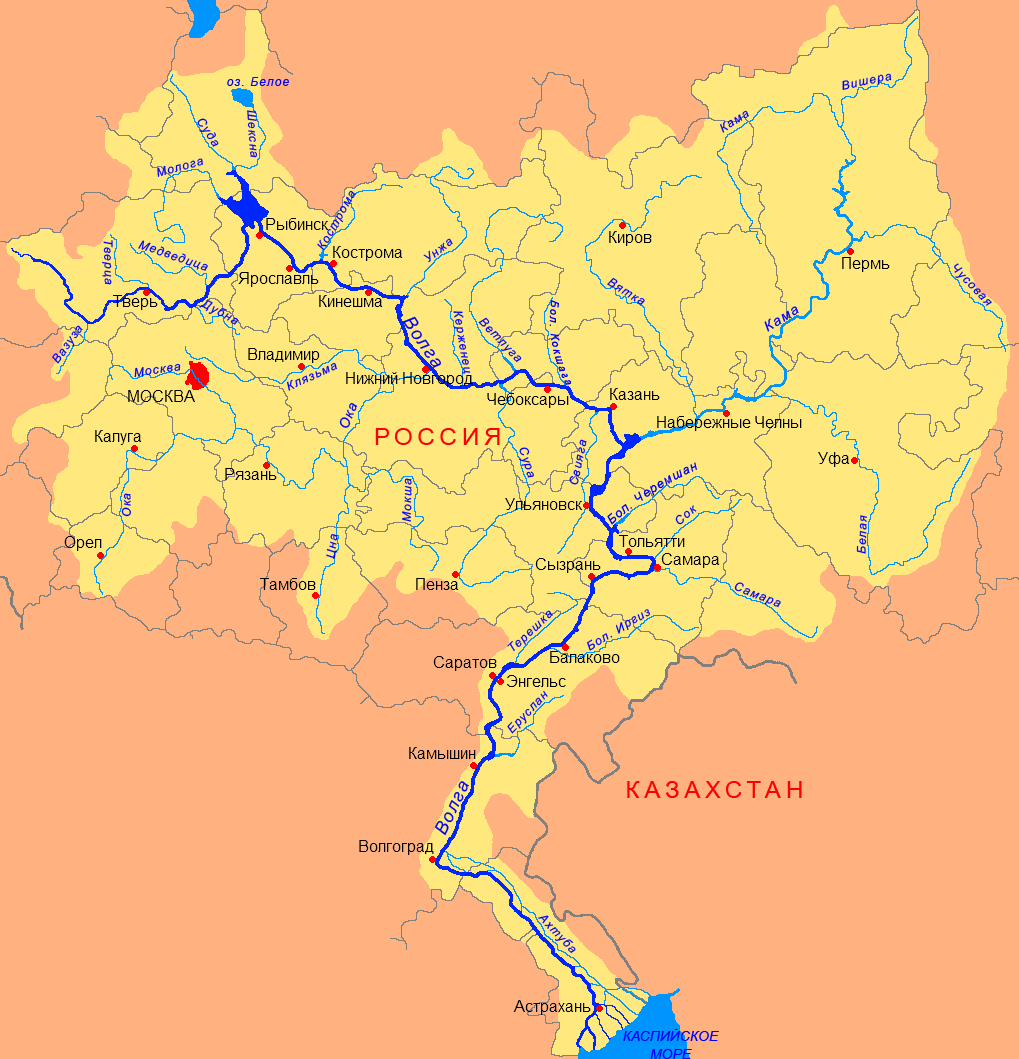
Mapa en ruso del Volga en el que aparece, en su curso medio, Toliatti (Тольятти)

La ciudad fue fundada en 1737 por Vasili Tatíshchev como Stravrópol del Volga. En el año 1955, bajo la construcción del sistema hidráulico, la parte histórica de la ciudad sufrió inundaciones y fue necesario construir la nueva ciudad en otro lugar. En 1964, la ciudad fue rebautizada en honor a Palmiro Togliatti, secretario general del Partido Comunista Italiano quien falleció mientras se encontraba de vacaciones en la Unión Soviética.

## Economía

### Industria pesada
La empresa que jugó un papel importante en el crecimiento de la ciudad fue la empresa de automóviles «AvtoVAZ», por la cual la ciudad recibió el mote de "la capital automotriz de Rusia". En esta ciudad también se encuentra la fábrica de autos de la empresa «GM-AvtoVAZ», así como un complejo de fabricación de accesorios automotrices, también parte de AvtoVAZ. AvtoVAZ produce allí sus vehículos (vendidos en occidente bajo la marca «Lada») y sus modelos para los mercados locales, comercializados bajo el antiguo sistema de designación soviético/ruso.
Fabricantes de componentes de automoción: «Gestamp Automoción» y «CIE Automotive» ( España); «Valeo» y «Faurecia» ( Francia).
En esta ciudad hay también una incipiente industria de transformación de materias primas, así como cementeras, astilleros y fábricas de equipamiento electrotécnico. En el ramo de la industria química en Toliatti se halla la productora más grande en el mundo de amoníaco, TolyattiAzot, y la fábrica de fertilizantes minerales KúibyshevAzot.

### Industria ligera
Entre las actividades de industria ligera en Toliatti destacan la industria zapatera, la industria textil, procesadoras de alimentos, productoras de material de construcción, así como fabricantes de polígrafos.

## Transporte
La ciudad cuenta con un desarrollado sistema de transporte público. El transporte de pasajeros es administrado por las autoridades municipales. Existen autobuses, trolebuses, marshrutkas (microbúses directos). 
Toliatti es la mayor ciudad de Rusia sin sistema de tranvías. 
En cuanto a transportes foráneos, Toliatti cuenta con el Aeropuerto Internacional de Samara-Kurúmoch y la autopista M5 o Ural.

## Deportes
La ciudad es sede del club de fútbol FC Lada Toliatti, que hace de local en el Estadio Torpedo de Toliatti.